# Epitome of Illusions
Epitome of Illusions – album norweskiego zespołu blackmetalowego Limbonic Art zawierająca ponownie nagrane utwory z taśm demo. Wydana w 1998 roku przez norweską niezależną wytwórnię płytową Nocturnal Art Production.

## Lista utworów
1. "Symphony in Moonlight and Nightmares" - 5:35
2. "Eve of Midnight" - 7:40
3. "Path of Ice" - 6:19
4. "Sources to Agonies" - 4:15
5. "Solace of the Shadows" - 6:55
6. "The Black Heart's Nirvana" - 10:27
7. "Arctic Odyssey" - 3:44
8. "Phantasmagorial Dreams" (tylko na reedycji płyty z 2001 roku) - 6:22

## Twórcy
- Vidar "Daemon" Jensen - śpiew, gitara
- Krister "Morpheus" Dreyer - śpiew, gitara, instrumenty klawiszowe, okładka
- Peter Lundell - produkcja
- Thomas Hvitstein - zdjęcia zespołu